# ماركو بيثاأولي
ماركو بيثاأولي (Marco Pezzaiuoli) (مواليد 16 نوفمبر 1968) هو مدرب كرة قدم.

## وصلات خارجية
- ماركو بيثاأولي على موقع قاعدة بيانات كرة القدم.إي يو (الإنجليزية)
- ماركو بيثاأولي على موقع Soccerway.com (الإنجليزية)
- ماركو بيثاأولي على موقع عالم كرة القدم.نت (الإنجليزية)

- J.League Data Site (باليابانية)